# Cung Úy
Cung Úy (tiếng Trung: 共尉; bính âm: Gòng Wèi; ? – 202 TCN) là vua chưa hầu thời Hán Sở trong lịch sử Trung Quốc.

## Cuộc đời
Cung Úy quê ở quận Nam, là con của Lâm Giang vương Cung Ngao. Cuối thời Tần, Cung Ngao nổi dậy chiếm quận, được Sở vương Hùng Tâm phong làm Trụ quốc, lại được Hạng Tịch phong làm Lâm Giang vương, đóng đô ở Giang Lăng.
Năm 204 TCN, trong thời gian Hán Sở giao tranh, Cung Ngao chết bệnh, Cung Úy nối ngôi.
Năm 202 TCN, Hạng Tịch thua trận ở Cai Hạ, Tây Sở diệt vong. Tuy vậy, Lâm Giang vương Cung Úy vẫn trung thành với Sở.
Lưu Bang muốn phong vương cho Lưu Giả, Lư Quán, bèn phái hai người đánh Lâm Giang. Tướng Lâm Giang là Hoàng Cực Trung đầu hàng, nhưng quân Hán vẫn không đánh bại Cung Úy.
Lưu Bang lấy Cận Hấp làm tướng, ngự giá thân chinh. Mấy tháng sau, thành Giang Lăng bị quân Hán chiếm đóng, Cung Úy bị bắt về Lạc Dương hành quyết.